# Anton Dostler

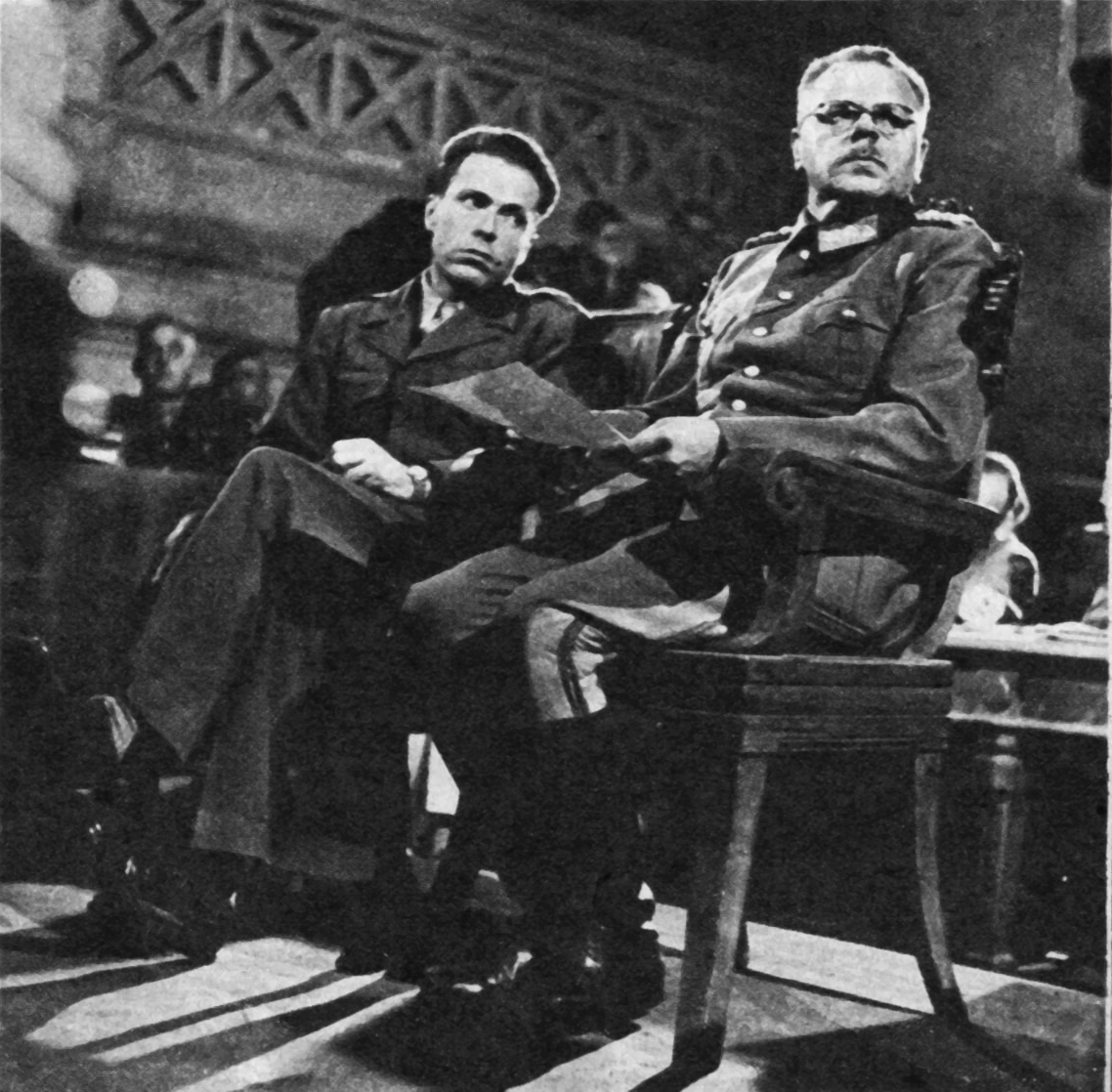
Dostler (rechts) während des Prozesses in Caserta, 1945. Sein Dolmetscher war der gebürtige Berliner Albert O. Hirschman im Dienst des OSS.

Anton Dostler (* 10. Mai 1891 in München; † 1. Dezember 1945 in Aversa, Provinz Caserta, Italien) war ein deutscher General der Infanterie im Zweiten Weltkrieg. Dostler ließ während des Zweiten Weltkrieges 15 gefangene Soldaten der US-Armee exekutieren, wurde dafür nach dem Krieg von einem US-Militärgericht zum Tode verurteilt und kurz darauf hingerichtet.

## Leben

### Bayerische Armee
Dostler trat am 23. Juni 1910 als Fahnenjunker in das 6. Infanterie-Regiment der Bayerischen Armee ein, in dem er am 28. Oktober 1912 zum Leutnant befördert wurde. Er erhielt während des Ersten Weltkriegs am 4. Dezember 1915 sein erstes Truppenkommando im III. Armee-Korps. Am 14. Januar 1916 wurde er zum Oberleutnant befördert, am 18. Oktober 1918 zum Hauptmann. Für sein Wirken erhielt er beide Klassen des Eisernen Kreuzes und den Bayerischen Militärverdienstorden IV. Klasse mit Schwertern.

### Reichswehr
Nach Kriegsende wurde Dostler in die Reichswehr übernommen und am 1. Oktober 1924 in die Abteilung des militärischen Nachrichtendienstes im Reichswehrministerium in Berlin versetzt. Gleichzeitig begann er ein Studium an der dortigen Universität. Er wurde am 1. April 1932 zum Major befördert.

### Zweiter Weltkrieg
Vom 24. August 1939 bis zum 5. Februar 1940 war Dostler Operationschef im Generalstab der 7. Armee und danach Chef des Stabes des XXV. Armeekorps, wo er am 1. September 1941 die Beförderung zum Generalmajor erhielt. Dostler war vom 26. September 1941 bis 9. April 1942 Kommandeur der 57. Infanterie-Division und wurde am 22. Juni 1943 Kommandierender General des XXXXII. Armeekorps und zeitweilig des VII. Armeekorps. Am 1. Januar 1943 folgte die Beförderung zum Generalleutnant. Anton Dostler übernahm am 5. Januar 1944 das Kommando über das LXXV. Armeekorps in Italien.
Am 22. März 1944 landete ein Kommando von 15 US-Soldaten des OSS, einschließlich zweier Offiziere, an der italienischen Küste, 100 Kilometer nördlich der Hafenstadt La Spezia. Ihre Aufgabe war es, einen Eisenbahntunnel zwischen La Spezia und Genua zu zerstören. Zwei Tage später wurden sie von italienischen und deutschen Soldaten gefangen genommen. Sie wurden nach La Spezia gebracht und neben dem Hauptquartier der Festungs-Brigade 135 unter dem Befehl des deutschen Obersten Kurt Almers, der im Mai 1944 das erste Massaker von Fivizzano leiten sollte, inhaftiert. Der nächsthöhere Großverband, das LXXV. Armeekorps, wurde von Anton Dostler befehligt.
Die Soldaten des OSS wurden verhört. Einer der Offiziere verriet den Plan der Mission namens Operation Ginny, was Dostler mitgeteilt wurde. Dostler meldete den Fall an den deutschen Oberbefehlshaber in Italien, Generalfeldmarschall Kesselring. Dieser ordnete die Erschießung der Amerikaner an. Ein Offizier von Dostlers Stab, Alexander zu Dohna-Schlobitten, hätte den Erschießungsbefehl weiterleiten sollen, weigerte sich jedoch. Wie er später in seinen Memoiren schrieb, hatten sich die uniformierten Soldaten freiwillig in deutsche Gefangenschaft begeben, nachdem die Durchführung ihres Auftrags gescheitert war und die deutschen Truppen alarmiert waren. Dohna war sich dieser Tatsachen sicher, da er sie selbst ins Kriegstagebuch eingetragen hatte. Damit waren die Amerikaner nach Dohnas Ansicht als Kriegsgefangene zu behandeln – als rangniederer Offizier hatte er allerdings im Gegensatz zu Dostler keine Kenntnis von Hitlers geheimer Anweisung, dem sogenannten Kommandobefehl. Dohna wurde wegen seiner Weigerung im Mai 1944 wegen Ungehorsams und wegen politischer Unzuverlässigkeit aus der Armee ausgeschlossen. Dostler gab den Erschießungsbefehl an die Festungs-Brigade 135 weiter, die ihn ausführte.
Die Angehörigen des amerikanischen Kommandos trugen allesamt italienische Familiennamen.
Dostler übernahm am 1. Dezember 1944 das LXXIII. Armeekorps.

### Nach Kriegsende

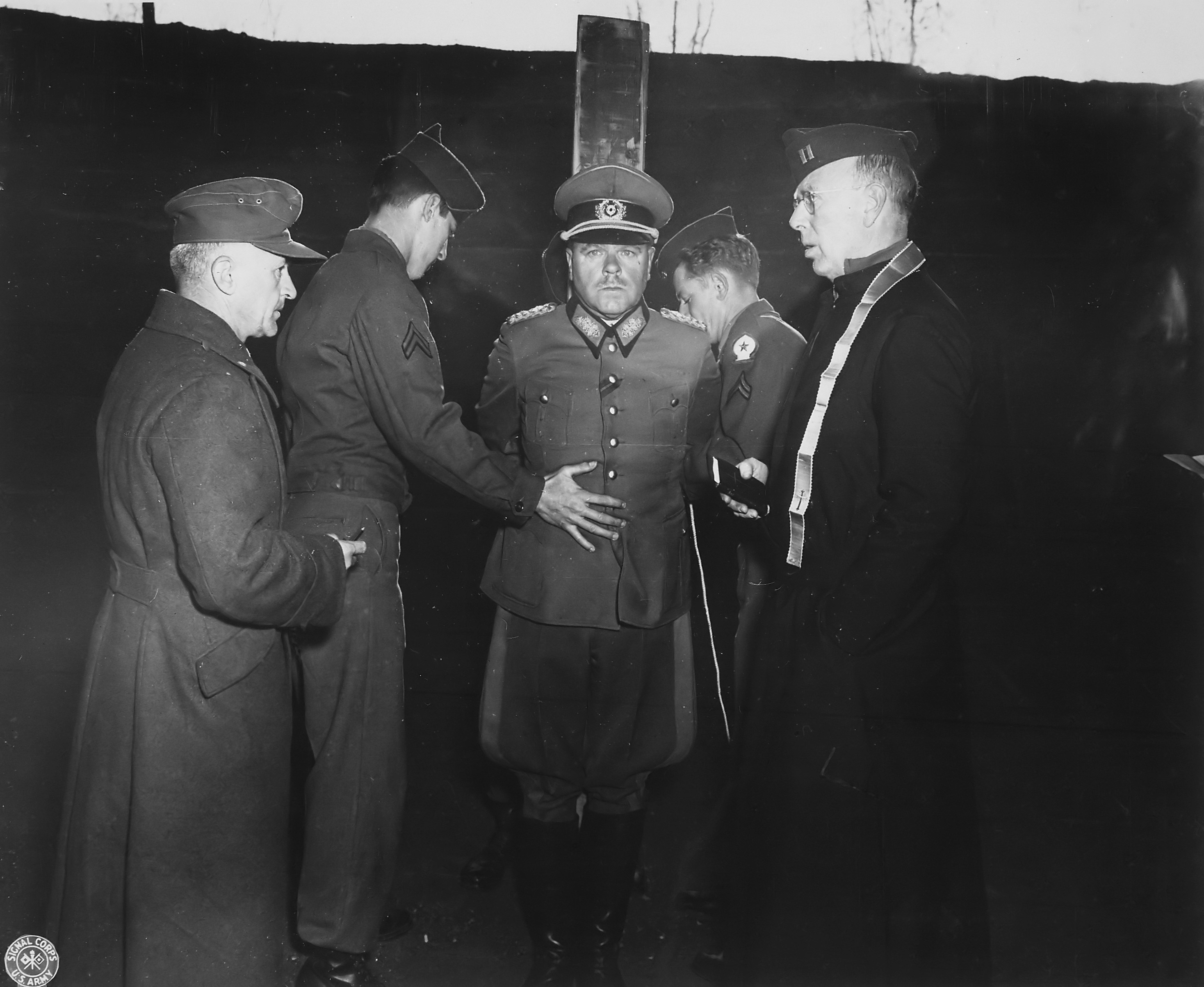
Dostler kurz vor seiner Hinrichtung

Dostler geriet mit Kriegsende in amerikanische Gefangenschaft. Wegen der Erschießung der 15 amerikanischen Kommandosoldaten in Gefangenschaft wurde er vor einem US-Militärgericht in Caserta angeklagt. Gegen den Vorwurf, er habe einen verbrecherischen Befehl erteilt, berief sich Dostler auf den sogenannten Kommandobefehl vom 18. Oktober 1942. Dieser Befehl Hitlers schrieb die sofortige Exekution gefangener alliierter Kommandosoldaten vor, ganz gleich ob uniformiert oder nicht. Dostler sah sich selbst lediglich als Befehlsüberbringer an Oberst Almers. Das Gericht folgte seiner Argumentation nicht und verurteilte ihn am 12. Oktober 1945 zum Tode. Das Urteil bildete für die Nürnberger Prozesse einen Präzedenzfall: Die Alliierten ließen Handeln auf Befehl nicht gelten.
Anton Dostler wurde am 1. Dezember 1945 von einem Erschießungskommando hingerichtet.